# Guyana ai Giochi della XXX Olimpiade
La Guyana ha partecipato ai Giochi della XXX Olimpiade di Londra che si sono svolti dal 27 luglio al 12 agosto 2012. È stata la 16ª partecipazione consecutiva ai giochi olimpici estivi ad esclusione dell'edizione di Montréal 1976, durante la quale la Guyana aveva aderito al boicottaggio dei paesi africani.
Gli atleti della delegazione guianese sono stati 6 (4 uomini e 2 donne), in 3 discipline. Alla cerimonia di apertura il portabandiera è stato Winston George, mentre la portabandiera della cerimonia di chiusura è stata Aliann Pompey, entrambi atleti specializzati nelle gare di velocità.
Nel corso della manifestazione la Guyana non ha ottenuto alcuna medaglia.

## Atletica leggera
| Q | Qualificato al turno successivo per la posizione in qualificazione                                                           |
| q | Qualificato per il turno successivo per ripescaggio o, negli eventi su campo, conquistando la misura minima per qualificarsi |

### Maschile
Eventi di corsa su pista e strada
| Atleta         | Evento | Batteria  | Batteria  | Quarti di finale | Quarti di finale | Semifinale      | Semifinale      | Finale          | Finale          |
| Atleta         | Evento | Risultato | Posizione | Risultato        | Posizione        | Risultato       | Posizione       | Risultato       | Posizione       |
| -------------- | ------ | --------- | --------- | ---------------- | ---------------- | --------------- | --------------- | --------------- | --------------- |
| Jeremy Bascom  | 100 m  | Bye       | Bye       | 10"31            | 6°               | non qualificato | non qualificato | non qualificato | non qualificato |
| Winston George | 400 m  | 46"86     | 5°        | N.D.             | N.D.             | non qualificato | non qualificato | non qualificato | non qualificato |

### Femminile
Eventi di corsa su pista e strada
| Atleta        | Evento | Batteria  | Batteria  | Semifinale | Semifinale | Finale          | Finale          |
| Atleta        | Evento | Risultato | Posizione | Risultato  | Posizione  | Risultato       | Posizione       |
| ------------- | ------ | --------- | --------- | ---------- | ---------- | --------------- | --------------- |
| Aliann Pompey | 400 m  | 52"10     | 4ª q      | 52"58      | 8ª         | non qualificata | non qualificata |

## Judo
Maschile
| Atleta    | Evento | 32-esimi             | 16-esimi                        | Ottavi               | Quarti               | Semifinali           | Ripescaggio          | Med. bronzo          | Finale               | Posizione       |
| Atleta    | Evento | Avversario Risultato | Avversario Risultato            | Avversario Risultato | Avversario Risultato | Avversario Risultato | Avversario Risultato | Avversario Risultato | Avversario Risultato | Posizione       |
| --------- | ------ | -------------------- | ------------------------------- | -------------------- | -------------------- | -------------------- | -------------------- | -------------------- | -------------------- | --------------- |
| Raul Lall | −60 kg | Bye                  | E. Majrashi (KSA) P (0000-0100) | non qualificato      | non qualificato      | non qualificato      | non qualificato      | non qualificato      | non qualificato      | non qualificato |

## Nuoto e sport acquatici

### Nuoto
Maschile
| Atleta        | Evento             | Batterie | Batterie   | Semifinali      | Semifinali      | Finale          | Finale          |
| Atleta        | Evento             | Tempo    | Classifica | Tempo           | Classifica      | Tempo           | Classifica      |
| ------------- | ------------------ | -------- | ---------- | --------------- | --------------- | --------------- | --------------- |
| Niall Roberts | 100 m stile libero | 55"66    | 48º        | non qualificato | non qualificato | non qualificato | non qualificato |

Femminile
| Atleta             | Evento             | Batterie | Batterie   | Semifinali      | Semifinali      | Finale          | Finale          |
| Atleta             | Evento             | Tempo    | Classifica | Tempo           | Classifica      | Tempo           | Classifica      |
| ------------------ | ------------------ | -------- | ---------- | --------------- | --------------- | --------------- | --------------- |
| Brittany van Lange | 100 m stile libero | 1'01"62  | 42ª        | non qualificata | non qualificata | non qualificata | non qualificata |